# Adelog von Hildesheim
Adelog von Dorstadt (* im 12. Jahrhundert; † 20. September 1190 in Hildesheim) war Bischof von Hildesheim von 1171 bis 1190.

## Leben
Er stammte aus sächsischem Adel, war ein Sohn der Edelfreien von Reinstedt. Seit 1160 ist er als Domherr in Hildesheim und als Propst des Stiftskapitels St. Simon und Judas in Goslar nachzuweisen. Im Jahre 1169 wurde er Domherr des Stifts auf dem Petersberg bei Goslar. Er stand im staufisch-welfischen Konflikt zwischen Friedrich Barbarossa und dem sächsischen Herzog Heinrich dem Löwen auf Seiten des Kaisers. Der Sturz Heinrichs erleichterte Adelog den Versuch, die herzogliche Gewalt über den hildesheimischen Sprengel abzuschütteln. So konnte er die Lehnshoheit über die Herrschaft Homburg behaupten. Im Jahre 1185 erwarb er mit Hilfe der Hildesheimer Bürger die Asselburg.
Er schuf am 28. März 1179 in dem „Großen Privileg“ die Grundlage des Verhältnisses zwischen Bischof und Domkapitel. Adelog förderte die romanische Baukunst in Sachsen und nahm regen Anteil am Wiederaufbau der Michaeliskirche nach dem Brand von 1186 und der Vollendung der Godehardikirche in Hildesheim sowie am Bau des Klosters Neuwerk in Goslar.
Trotz der politischen Differenzen mit den Welfen war Adelog auch in deren Residenzstadt Braunschweig als Diözesanbischof tätig. Er förderte den Bau des Blasius-Domes und weihte am 8. September 1188 in Anwesenheit Heinrichs des Löwen den Marienaltar, bis heute eines der wichtigsten Ausstattungsstücke des Domes.
1189 bestätigte und privilegierte er die Gründung des Klosters Dorstadt am Stammsitz seiner Familie.
Er wurde im Hildesheimer Dom bestattet.

## Grabmal

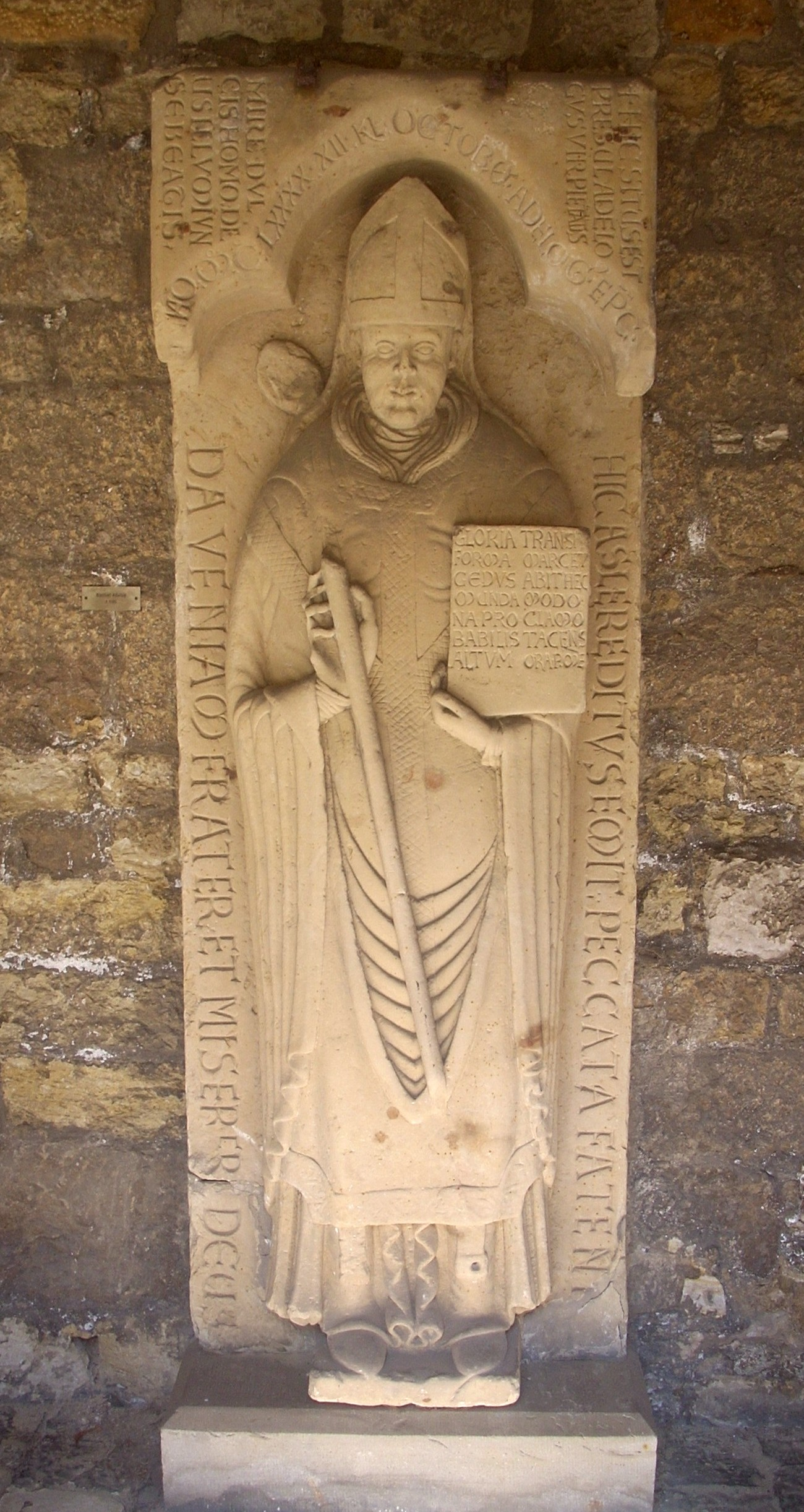
Grabplatte Adelogs im Domkreuzgang

Adelogs Grab im Mittelschiff des Doms wurde mit einem kunstvollen Sandstein-Epitaph verschlossen. Grab und Grabplatte wurden später von Fußböden überlagert und erst 1869 wieder freigelegt. Das Epitaph kam an die Nordwand des Domkreuzgangs, wo es bis heute seinen Platz hat.
Das Grabmal zeigt die Gestalt des Bischofs in Lebensgröße (1,87 m) als Hochrelief. Seinen Kopf überwölbt ein Kleeblattbogen. Gekleidet ist er in bischöflichem Ornat. In der Rechten hält er den Krummstab, dessen Krümme und Fuß abgebrochen sind. Das Gesicht zeigt einen freundlichen, fast lächelnden Ausdruck.
Bemerkenswert ist die reiche und metrisch geformte lateinische Beschriftung des Steins.
- Im Bogen über dem Kopf sind Todesdatum, Name und Amtswürde des Bestatteten angegeben.
- In den darüberliegenden flachen Eckfeldern stehen in sechs senkrecht laufenden Zeilen zwei Hexameter:
HIC SITUS EST PRESUL ADELOGUS VIR PIETATIS
Hier liegt bestattet Bischof Adelog, ein Mann der Frömmigkeit,
MIRE DULCIS HOMO. DEUS ILLUM IUNGE BEATIS
ein wunderbar liebenswerter Mensch. Gott, geselle ihn den Seligen bei!
- Die Seitenränder tragen das Distichon:
HIC ASLE REDITUS EMIT. PECCATA FATEN(TI)
Dieser erwarb (für das Bistum) die Einkünfte derer von Assel. Ihm, der seine Sünden bekennt,
DA VENIAM FRATER ET MISERERE DEUS
gewähre Verzeihung, Bruder, und erbarme dich, Gott.
- Auf dem Deckel des Buchs, das der Dargestellte mit der linken Hand dem Betrachter entgegenhält, steht eine Rätselinschrift, die metrisch einen Hexameter mit Pentameter bildet, jedoch nur durch Umstellung ihre Bedeutung preisgibt:

GLORIA TRANSIT
FORMA MARCET
GEDUS ABIT HEC
MUNDA MODO
NA PRO CLAMO
BABILIS TACENS
ALTUM. ORA P. ME

Aufgelöst:
GLORIA MUNDANA TRANSIT
Irdische Herrlichkeit geht vorüber.
FORMA PROBABILIS MARCET
Angenehme Form schwindet dahin.
GENUS[3] ALTUM ABIT
Hohe Abstammung vergeht.
HAEC MODO CLAMO TACENS
Dies rufe ich jetzt schweigend aus.
ORA PRO ME
Bitte für mich.